# Montero (Call Me by Your Name)
«Montero (Call Me by Your Name)» —estilizado como MONTERO (Call Me by Your Name)— es una canción del cantante y rapero estadounidense Lil Nas X. Fue escrita por el propio artista junto con los productores Take a Daytrip, Omer Fedi y Roy Lenzo, y publicada el 26 de marzo de 2021 por Columbia Records como el sencillo principal de su primer álbum de estudio, Montero.
La canción debutó en la cima del Billboard Hot 100, dándole a Lil Nas X su segundo número 1 en el chart.
El dúo de productores Take a Daytrip describió el proceso de creación de la canción como casual o fortuito. En enero de 2020, Lil Nas X le pidió al dúo que realizara la producción ejecutiva de su álbum debut. Posteriormente, durante el confinamiento a raíz de la pandemia originada por el COVID-19, comenzó a grabar ideas en su teléfono. En una sesión de grabación, a Lil Nas X se le ocurrió la letra Call me when you want, call me when you need, call me in the morning. Sobre esa base, el productor Omar Fedi grabó una parte de guitarra, que fue luego tocada en un banjo.
La canción, como muchos de los proyectos anteriores de Lil Nas X, aborda temas queer. El músico comenzó a trabajar en la canción al comienzo de la pandemia del COVID-19, cuando alquiló un apartamento para trabajar en su álbum debut. En una entrevista con la revista Billboard, reveló que la letra estaba basada en la experiencia que tuvo con un amigo que lo invitó a visitar su nueva casa. Las líneas iniciales de la canción hablan de la interacción que tuvo con este amigo, desde que recibió su llamada hasta que lo vio de fiesta, consumiendo drogas y bebiendo mientras estaba en cuarentena.

## Video musical
El video musical de «Montero (Call Me by Your Name)» fue dirigido por la ucraniana Tanu Muino y Lil Nas X y fue lanzado junto con el sencillo. Filmado en febrero de 2021, presenta a Lil Nas X como varios personajes en escenas inspiradas en la mitología y la Biblia. Después de una introducción de voz en off donde Lil Nas X habla de no tener que esconderse más en la vergüenza, el video comienza con el cantante interpretando tanto a Adán como a la serpiente en el Jardín del Edén. Los dos se besan y se fusionan después de que la serpiente seduce a Adán usando su tercer ojo. La siguiente escena presenta a Lil Nas X encadenado en el Coliseo mientras es juzgado por versiones de sí mismo con pelucas de María Antonieta de Austria y drogado.
Después de su ejecución, comienza a ascender hacia una figura angelical en el cielo antes de agarrarse a un poste, que lo envía al infierno mientras baila en el poste. Procede a dar frente a Satanás una vuelta mientras baila, usando botas altas con tacones de aguja hasta el muslo y ropa interior de Calvin Klein. Después de romper el cuello de Satanás, se corona con los cuernos mientras sus ojos brillan y emergen alas.
Además de sus referencias bíblicas y su simbolismo, el video musical presenta un tema continuo de dualidad, de que incluye el bien contra el mal y la masculinidad contra la feminidad. Una cita en griego de El banquete de Platón se muestra en el árbol de la vida: 'Después de la división de las dos partes del hombre, cada uno deseando su otra mitad'. La escena en el Coliseo fue vista como una referencia al juicio de Jesús ante Poncio Pilato. La frase latina «Damnant quod non intelligunt» está escrito en el suelo debajo de Satanás, que se traduce como «condenan lo que no entienden». Según un comunicado de prensa que acompaña al video, la escena final representa «el desmantelamiento del trono de juicio y castigo que ha mantenido a muchos de abrazar nuestro verdadero yo por miedo». Anthony H. Nguyen fue responsable del maquillaje en el video, mientras que el peinado fue realizado por Evanie Frausto.
Fue el primer video de Muino como codirectora, parte del cual se hizo de forma remota a través de una plataforma de videollamadas después de que diera un falso positivo por COVID-19.

## Lista de canciones
- Versión original[10]

| N.º | Título                           | Duración |  |
| 1.  | «Montero (Call Me by Your Name)» | 2:17     |  |

- Versión extendida[11]

| N.º | Título                                                      | Duración |  |
| 1.  | «Montero (Call Me by Your Name)»                            | 2:17     |  |
| 2.  | «Montero (Call Me by Your Name) [Satan's Extended Version]» | 2:50     |  |

- Versión instrumental[12]

| N.º | Título                                                                     | Duración |  |
| 1.  | «Montero (Call Me by Your Name)»                                           | 2:17     |  |
| 2.  | «Montero (Call Me by Your Name) [Satan's Extended Version]»                | 2:50     |  |
| 3.  | «Montero (Call Me by Your Name) [But Lil Nas X Is Silent The Entire Time]» | 2:48     |  |

## Créditos y personal
Lista adaptada de Tidal.
- Montero Hill - compositor
- Denzel Baptiste - compositor, productor, ingeniero de grabación, coros
- David Biral - compositor, productor, coros
- Omer Fedi - compositor, productor, guitarra
- Roy Lenzo - compositor, productor, ingeniero de grabación
- Serban Ghenea - ingeniero de mezcla

## Listas y certificaciones
| Región               | Certificación | Ventas    |
| -------------------- | ------------- | --------- |
| Australia            | Platino       | 70,000    |
| Bélgica              | Oro           | 20,000    |
| Dinamarca            | Oro           | 45,000    |
| España               | Platino       | 40,000    |
| Estados Unidos       | 2× Platino    | 2,000,000 |
| Italia               | Platino       | 70,000    |
| México               | Platino+Oro   | 210,000   |
| Polonia              | Oro           | 10,000    |
| Portugal             | Platino       | 10,000    |
| Suiza                | Oro           | 10,000    |
| Reino Unido          | Platino       | 600,000   |
| Streaming            |               |           |
| Grecia (IFPI Greece) | Oro           | 1,000,000 |
| Suecia (GLF)         | Platino       | 8,000,000 |

| Chart (2021-2022)                           | Peak position |
| ------------------------------------------- | ------------- |
| Argentina (Argentina Hot 100)               | 51            |
| Australia (ARIA)                            | 1             |
| Austria (Ö3 Austria Top 40)                 | 1             |
| Bélgica (Flandes) (Ultratop 50)             | 2             |
| Bélgica (Valonia) (Ultratop 50)             | 2             |
| Brasil (UBC Top Streaming)                  | 9             |
| Canadá (Canadian Hot 100)                   | 1             |
| Colombia Anglo (Monitor Latino)             | 8             |
| Costa Rica Anglo (Monitor Latino)           | 3             |
| República Checa (Rádio Top 100)             | 77            |
| República Checa (Singles Digitál Top 100)   | 1             |
| Dinamarca (Tracklisten)                     | 2             |
| República Dominicana Anglo (Monitor Latino) | 4             |
| El Salvador Anglo (Monitor Latino)          | 12            |
| Finlandia (Suomen virallinen lista)         | 1             |
| Francia (SNEP)                              | 1             |
| Alemania (Offizielle Deutsche Charts)       | 2             |
| Global 200 (Billboard)                      | 1             |
| Grecia (IFPI)                               | 1             |
| Guatemala Anglo (Monitor Latino)            | 8             |
| Hungría (Single Top 40)                     | 3             |
| Hungría (Stream Top 40)                     | 1             |
| Islandia (Plötutíðindi)                     | 4             |
| India (IMI)                                 | 3             |
| Irlanda (IRMA)                              | 1             |
| Israel (Media Forest)                       | 1             |
| Italia (FIMI)                               | 10            |
| Japón Hot Overseas (Billboard)              | 9             |
| Lituania (AGATA)                            | 1             |
| Malasia (RIM)                               | 10            |
| México Airplay (Billboard)                  | 8             |
| Países Bajos (Dutch Top 40)                 | 5             |
| Países Bajos (Mega Single Top 100)          | 2             |
| Nueva Zelanda (Recorded Music NZ)           | 2             |
| Noruega (VG-lista)                          | 1             |
| Panamá Anglo (Monitor Latino)               | 4             |
| Paraguay Anglo (Monitor Latino)             | 5             |
| Polonia (Polish Airplay Top 100)            | 30            |
| Portugal (AFP)                              | 1             |
| Rumania (Airplay 100)                       | 12            |
| Eslovaquia (Rádio Top 100)                  | 30            |
| Eslovaquia (Singles Digitál Top 100)        | 1             |
| España (PROMUSICAE)                         | 5             |
| Suecia (Sverigetopplistan)                  | 4             |
| Suiza (Schweizer Hitparade)                 | 2             |
| Reino Unido (UK Singles Chart)              | 1             |
| Estados Unidos (Billboard Hot 100)          | 1             |
| Estados Unidos (Adult Top 40)               | 30            |
| Estados Unidos (Dance/Mix Show Airplay)     | 8             |
| Estados Unidos (Mainstream Top 40)          | 3             |
| Estados Unidos (Rhythmic)                   | 6             |
| US Rolling Stone Top 100                    | 1             |

## Historial de lanzamiento
| Región         | Fecha               | Formato                     | Versión      | Discográfica     | Ref.   |
| -------------- | ------------------- | --------------------------- | ------------ | ---------------- | ------ |
| Varios         | 26 de marzo de 2021 | Descarga digital, streaming | Original     | Columbia Records | [ 10 ] |
| Estados Unidos | 30 de marzo de 2021 | Rhythmic contemporary radio | Original     | Columbia Records | [ 66 ] |
| Varios         | 30 de marzo de 2021 | Descarga digital, streaming | Extendida    | Columbia Records | [ 11 ] |
| Varios         | 31 de marzo de 2021 | Descarga digital, streaming | Instrumental | Columbia Records | [ 12 ] |
| Italia         | 2 de abril de 2021  | Contemporary hit radio      | Original     | Columbia Records | [ 67 ] |